# Sajtoskál
Sajtoskál es un pueblo ubicado en el distrito de Sárvár, en el condado de Vas, Hungría.

## Superficie
Posee una superficie de 9,410 kilómetros cuadrados.

## Demografía
Hasta 2019 la población era de 354 habitantes, con una densidad de población de 37,62 habitantes por kilómetro cuadrado.